# Vetzberg (Vulkan)
Der Vetzberg im gleichnamigen Biebertaler Ortsteil Vetzberg ist der Rest eines kleinen erloschenen Vulkans (eine „Vulkanruine“) im Landkreis Gießen in Mittelhessen.

## Geologie und Geografie
Der 310 m ü. NHN hohe Vetzberg ist ein Kegelberg, bestehend aus Basalt. Er gehört zur geomorphologisch von ehemaligem Vulkanismus geprägten Landschaft Mittelhessens. Das Gestein des Vetzbergs wurde als alkalischer, kieselsäurearmer basanitischer Alkali-Olivinbasalt mit hohem Anteil von Xenolithen aus dem Erdmantel (Lherzolith) bestimmt. Der Lage und Gesteinszusammensetzung nach handelt es sich um einen westlichen Ausläufer des Vogelsberg-Vulkanismus, Beziehungen zum östlich gelegenen Vulkangebiet des Westerwalds sind unwahrscheinlich. Das Alter des Gesteins wurde nicht direkt bestimmt. Nahegelegene Basaltvorkommen ähnlicher Genese, etwa am Gleiberg, wurden nach Kalium-Argon-Datierung auf ein Alter von ca. 15 bis 17 Millionen Jahren datiert.
Auf der Spitze des Vetzbergs befindet sich die für den Berg namensgebende Burg Vetzberg (ursprünglich Vogdisberch, gedeutet als Vogts-Berg, Burg eines Vogts der Grafen von Gleiberg). Der aus der Ebene aufsteigende, isolierte Bergkegel des Vetzbergs wird, ebenso wie der Gleiberg, gedeutet als Erosionsrest eines Basaltgangs, bei dem ein ursprünglich tief im Nebengestein verborgener Fördergang eines (als Vulkangebäude völlig verschwundenen) Vulkans durch Hebung und anschließende Erosion des weicheren Nebengesteins freigelegt worden ist.